# Cryptolabis umbrosa
Cryptolabis umbrosa är en tvåvingeart som beskrevs av Alexander 1938. Cryptolabis umbrosa ingår i släktet Cryptolabis och familjen småharkrankar. Inga underarter finns listade i Catalogue of Life.